# Arthrinium sporophleum
Arthrinium sporophleum är en svampart som beskrevs av Kunze 1823. Arthrinium sporophleum ingår i släktet Arthrinium och familjen Apiosporaceae.   Inga underarter finns listade i Catalogue of Life.